# Ambler (Alaska)
Ambler ist ein Ort mit dem Status einer City im Northwest Arctic Borough in Alaska. Das U.S. Census Bureau hatte bei der Volkszählung 2020 eine Einwohnerzahl von 274 ermittelt. Das Eskimo-Dorf liegt im Inupiaq-Sprachenraum.

## Geographie
Ambler befindet sich im Nordwesten von Alaska südlich der Brookskette am rechten Flussufer des Kobuk River etwa drei Kilometer unterhalb der Einmündung des Ambler River. Der 23 m hoch gelegene Ort liegt etwa 205 km östlich vom Verwaltungszentrum Kotzebue. Für den Luftverkehr verfügt Ambler den Flugplatz Abler.

## Geschichte
Der Ortsname geht auf den nahen Fluss Ambler River zurück. Dieser wurde nach dem Schiffsarzt James Markham Ambler (1848–1881) benannt, der 1881 dem Hungertod erlag, nachdem sein Schiff im Packeis festsaß. Ambler wurde 1958 von den oberstrom am Kobuk River gelegenen Orten Shungnak und Kobuk aus dauerhaft besiedelt. Ein Postamt wurde 1963 eröffnet. 1971 erhielt Ambler den Status einer „City“.

## Demografie
Zum Zeitpunkt der Volkszählung im Jahre 2020 (U.S. Census 2020) hatte Ambler 274 Einwohner auf einer Landfläche von 26,62 km². Von den Einwohnern waren 17 Weiße, 3 afrikanisch-amerikanischer sowie 236 amerikanisch-indianischer Abstammung.
Beim Census im Jahr 2000 wurden 309 Einwohner gezählt, 2010 waren es 258.